# Кошовий Віктор Павлович
Кошевой Віктор Павлович (нар.7 жовтня 1939 — пом.19 жовтня 2016) — доктор біологічних наук, професор, завідувач кафедри акушерства, гінекології та біотехнології розмноження тварин Харківської державної зооветеринарної академії, провідний фахівець з питань репродукції тварин.

## Біографія
Віктор Павлович народився 7 жовтня 1939 року у м. Новомосковськ Дніпропетровської області.
Закінчив Новомосковський ветеринарно-зоотехнічний технікум, працював ветеринарним фельдшером. Вищу освіту здобув у Харківському зооветеринарному інституті, за спеціальністю «Ветеринарна медицина».
Трудова діяльність тісно пов'язана із Харківською державною зооветеринарною академією, де працював понад 40 років.
Пройшов шлях від асистента до професора, завідувача кафедри.
У 1973 році захистив дисертацію на здобуття наукового ступеня кандидата ветеринарних наук «Мікрофлора навколозародкової рідини корів і нетелів та її значення для інфікування плода».
У 1989 році — на здобуття наукового ступеня доктора біологічних наук «Вітамін А в регуляції репродуктивної функції у корів».
Напрямок наукової роботи: розробка програми комплексної діагностики, профілактики та терапії тварин з перинатальною патологією, післяродовими метро- та гонадопатіями; впровадження інноваційних методів та рішень з використанням інформаційно-технічних приладів у ветеринарній репродуктології; визначення шляхів та механізмів виникнення внутрішньоутробної інфекції; вплив дефіциту вітаміну А, порушень у прооксидантно-антиоксидантній системі на регуляцію репродуктивної функції у тварин, стан фетоплацентарного комплексу.
У колі наукових інтересів також розробка приладів для візуалізації репродуктивних органів; розробка методів отримання гормональних препаратів із плаценти та рослин; розробка методів діагностики із використанням тепловізорів та УЗ сканерів; розробка комп'ютерних програм диференціальної діагностики та прогнозу відновлення репродуктивної функції; розробка методів профілактики та терапії тварин з використанням нанобіоматеріалів.

## Відзнаки та нагороди
- трудова відзнака «Знак пошани» (2004)

## Праці
Опублікував понад 200 статей. Автор 5 навчальних посібників, 3 монографій, розробив 6 препаратів із вимогами ТУ, авторського свідоцтва на винахід та 15 деклараційних патентів на корисну модель, 8 науково-методичних рекомендацій. 
Серед основних праць: 
- «Акушерсько-гінекологічна патологія у корів», «Ветеринарна перинатологія», «Патологія вагітності у тварин»;
- «Довідник фармакологічних засобів, що використовуються в акушерстві, гінекології та біотехнології розмноження тварин»
- навчальні посібники «Фізіологія та патологія розмноження дрібних тварин», «Проблеми відтворення овець і кіз та шляхи їх вирішення».